# سنیمودرا
سنیمودرا (به لاتین: Seenimodera) یک منطقهٔ مسکونی در سری‌لانکا است که در استان جنوبی (سری‌لانکا) واقع شده‌است.